# Самородний родій
Самородний родій — мінерал з класу самородних елементів.

## Характеристика
Самородний родій — рідкісна форма природного прояву родію з хімічною формулою (Rh, Pt). Він кристалізується в ізометричній системі з кристалами розміром до 200 мкм.
Твердість за шкалою Мооса становить 3,5.
Згідно з класифікацією Нікеля-Штрунца, самородний родій належить до розділу «01.AF: Метали і сплави металів, елементи платинової групи» разом з наступними самородними елементами: осмій, рутеніридосмін, рутеній, іридій, паладій, платина.

## Місця знаходження
Самородний родій був виявлений в 1974 році в родовищі платиноїдів Стілвотер (штат Монтана, США). Він також був знайдений у Фокс-Галчі (Аляска, США), Вебстер-Бальзамі (Північна Кароліна, США), Альседі (Швеція), Кропоткінському (Росія), Луобусі (Китай), Шеллі та річці Вілсон (Австралія) і в різних районах Південної Африки.